# Max-Grundig-Schule
Die Max-Grundig-Schule ist eine staatliche Berufliche Oberschule in Fürth. Die integrierte Berufs- und Fachoberschule bietet derzeit die Ausbildungsrichtungen Technik, Wirtschaft und Verwaltung, Internationale Wirtschaft und Sozialwesen an. Seit dem Gründungsjahr 1970 (damals 140 Schülerinnen und Schüler) stieg die Schülerzahl jährlich und erreichte im Schuljahr 2009/2010 1034 Schüler. Im Schuljahr 2021/2022 lag die Zahl bei 708. Im Sommer 2008 wurde die Schule nach dem Fürther Unternehmer Max Grundig benannt.
Die Schule beteiligt sich am Erasmus+-Programm. Sie hat dafür Schulpartner in Irland, Tschechien Spanien, Italien und Belgien. Zur Integration ausländischer Schüler startete man den Schulversuch KommMit.